# Владиславлев, Игнатий Владиславович
Игна́тий Владисла́вович Владисла́влев (настоящая фамилия Гульбинский; 1880—1962) — советский библиограф и литературовед.

## Биография
Родился 3 (15) июля 1880 года в городе Валуйки Воронежской губернии.
Учился в Воронежском реальном училище. Окончил Киевский политехнический институт императора Александра II, затем в 1900—1902 годах посещал курсы филологического и юридического факультетов Киевского университета, после чего занялся библиографической деятельностью.
После 1905 года Владиславлев был организатором и сотрудником справочно-библиографического отдела издательства «Наука» в Москве (до 1915 года), заведующим библиотекой Московского коммерческого института (1913—1930), сотрудником библиографического отдела внешкольного образования Наркомпроса (1918—1923), заведующим библиографического бюро при Центральном доме просвещения (в 1923 году).
И. В. Владиславлев был автором и редактором более 130 работ по вопросам библиографии и книговедения, пособий по литературе, педагогике и истории. В 1912 году составил для Энциклопедического словаря Гранат биобиблиографический указатель новейшей русской беллетристики (1861—1911), опубликованный в 11-м томе. Был редактором первых трёх томов библиографии В. И. Ленина «Лениниана» (1926—1928). В 1917—1918 годах он издавал журнал «В помощь читателю и библиотекарю».
Жил в Москве на Большом Строченовском переулке, 16; на Стремянном переулке, 28 и на улице Зацепа, 41. Умер 29 июля 1962 года в Москве. Похоронен на Введенском кладбище (14 уч.).